# Mixer (frequentie)

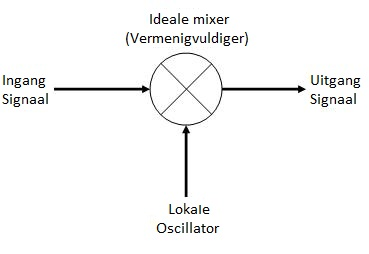
Frequency Mixer Symbool.

Een mixerschakeling of mengtrap is een bouwblok in de elektronica om de frequentie van een signaal te veranderen. Dit wordt gedaan door het signaal te vermenigvuldigen met een signaal met een andere frequentie.
De manipulatie van de frequentie kan gebruikt worden om signalen te verplaatsen tussen frequentiebanden, of voor het coderen of decoderen. Een andere toepassing van een mixer is een productdetector.

## Wiskundige beschrijving
De ingangssignalen zijn, in de simpelste vorm, beschreven door een sinusoïdale functie, representeerbaar als
{\displaystyle v_{i}(t)=A_{i}\sin 2\pi f_{i}t\,}
waarvan iedere A een amplitude is, elke f is een frequentie, en t representeert de tijd. (In de realiteit kan zelfs zo'n simpel signaal verschillende fases hebben.) Een gemeenschappelijke aanpak voor het optellen en aftrekken van de frequenties is de vermenigvuldiging van de twee signalen; met behulp van de goniometrische functie
{\displaystyle \sin(A)\cdot \sin(B)\equiv {\frac {1}{2}}\left[\cos(A-B)-\cos(A+B)\right]}
dan hebben we
{\displaystyle v_{1}(t)v_{2}(t)={\frac {A_{1}A_{2}}{2}}\left[\cos 2\pi (f_{1}-f_{2})t-\cos 2\pi (f_{1}+f_{2})t\right]}
waarvan de som- ({\displaystyle f_{1}+f_{2}}) en verschil- ({\displaystyle f_{1}-f_{2}}) frequenties verschijnen. Dit is het omgekeerde van zweving.